# Daniëlle van Lieshout
Daniëlle van Lieshout is een Nederlandse journalist en documentairemaakster.
Ze begon haar carrière in 1998 in de televisiejournalistiek als verslaggever bij Omroep Brabant TV. Vervolgens ging ze aan de slag bij Ontbijt TV van de KRO, als redacteur en samensteller. Daarna werkte ze bij verschillende debatprogramma’s en talkshows van de VARA, waaronder Barend & Witteman en Pauw & Witteman.
Vanaf 2014 is ze werkzaam als researcher voor diverse documentaireseries, en sinds 2020 is ze verantwoordelijk voor de samenstelling en regie van zowel korte als lange documentaires en verschillende documentaireseries. In de afgelopen jaren heeft Van Lieshout zich gespecialiseerd in de thema's radicalisering en terrorisme, wat heeft geleid tot vele producties.
Van Lieshout studeerde af aan de Fontys Hogeschool voor Journalistiek en behaalde in 1998 haar propedeuse Geschiedenis aan de Universiteit Utrecht.
In 2016 ontving zij samen met collega Coen Verbraak de Mr. Eva Meillo-prijs voor hun documentaireserie De Aanklagers, die het werk van officieren van justitie belichtte. Deze prijs wordt uitgereikt aan producties die een bijzondere passie voor recht en gerechtigheid tonen.
In 2020 won Van Lieshout De Tegel in de categorie Buitenland voor de documentaire Bloedmineralen: De Talkroute. In deze documentaire volgde Sinan Can de route die talk aflegt van Afghanistan en Pakistan naar Nederland, waarbij de Taliban door afpersing veel geld verdient. Een jaar later maakte ze de documentaire Retour Kalifaat, waarmee Sinan Can De Tegel 2021 won in de categorie Interview.
In 2024 won ze samen met Sinan Can De Tegel 2023 in de categorie Achtergrond voor hun documentaire Inside Kalifaat, waarin twee Nederlandse IS-strijders werden geïnterviewd die als jonge jongens naar het Kalifaat waren afgereisd. Deze mannen zaten al meer dan vier jaar in isolatie in een Koerdische gevangenis in Noordoost-Syrië. De jury noemde het 'een bijzonder verhaal met grote maatschappelijke relevantie, dat Can en Van Lieshout, waarschijnlijk juist door hun eerdere werk in het Kalifaat, als geen ander hebben kunnen maken'.
In september 2024 werd haar driedelige documentaireserie De Wapenroute uitgezonden. In deze serie wordt de weg gevolgd die drie wapens, gebruikt bij drie historische moorden, hebben afgelegd, waarbij de link wordt gelegd met de internationale wapenhandel.
Op 27 november 2024 werden Daniëlle van Lieshout en 27 anderen uitgenodigd door koning Willem-Alexander en koningin Máxima voor de 39e Uitblinkerslunch, als erkenning voor haar verdiensten binnen de journalistiek.

## Documentaires
- 2016 - De Aanklagers (4 delen), VARA (regie en research)

- 2016 - Enkele Reis Kalifaat, VARA (research)

- 2017 - De Oorlogsrecherche (3 delen), BNNVARA ( research)

- 2018 - De verloren kinderen van het Kalifaat, BNNVARA (research)
- 2018 - Dienders ( 6 delen), BNNVARA (eindredactie)
- 2018 - Uit coma (2 delen), BNNVARA (research)

- 2019 - De Lokroep (3 delen), BNNVARA (research)

- 2020 - Frontberichten (53 afleveringen), BNNVARA (eindredactie)
- 2020 - Synaps: Gebroken Kabul, BNNVARA (samenstelling)
- 2020 - Staatsvijand nr. 1, BNNVARA (regie & samenstelling)
- 2020 - Synaps: Bloedmineralen, de talkroute, BNNVARA (samenstelling)
- 2021 - My 9/11 (2 delen), BNNVARA (research)
- 2021 - Retour Kalifaat, BNNVARA (regie & samenstelling)
- 2022 - Breuklijnen, Sinan in de banlieues van Europa (4 delen), BNNVARA (regie & samenstelling)
- 2022 - De laatste zoon, BNNVARA (regie & samenstelling)
- 2023 - Inside Kalifaat, BNNVARA (regie & samenstelling)
- 2024 - De Wapenroute (3 delen), BNNVARA (regie & samenstelling)
- 2024 - Avond van de Mensenrechten, BNNVARA/Amnesty International, reportage Nagorno-Karabach (regie & samenstelling)

## Onderscheidingen
- Mr. Eva Meillo-prijs, 2016
- De Tegel, 2020, categorie Buitenland
- De Tegel, 2023, categorie Achtergrond

## Bron
- Website De Tegel, bezocht op 9 mei 2024

Referentie
1. website BNNVARA
2. Meilloprijs voor documentaireserie De Aanklagers, website Rechtspraak